# Port lotniczy Biltine
Port lotniczy Biltine – port lotniczy położony w Biltine, w Czadzie.